# Cornelius Cardew
Cornelius Cardew (7. května 1936 Winchcombe, Anglie – 13. prosince 1981 Londýn, Anglie) byl britský hudební skladatel.
Jeho otec byl hrnčíř Michael Cardew. V letech 1953–1957 studoval hru na klavír a violoncello a kompozici na Royal Academy of Music v Londýně. V roce 1969 spoluzaložil experimentální hudební těleso Scratch Orchestra.
Zemřel v prosinci 1981 při autonehodě ve věku 45 let.